# Loreakopf
Loreakopf är ett berg i Österrike.   Det ligger i distriktet Imst och förbundslandet Tyrolen, i den västra delen av landet, 400 km väster om huvudstaden Wien. Toppen på Loreakopf är 2 471 meter över havet, eller 931 meter över den omgivande terrängen. Bredden vid basen är 8,9 km.
Terrängen runt Loreakopf är bergig åt nordost, men åt sydväst är den kuperad. Närmaste större samhälle är Imst, 11,8 km söder om Loreakopf. 
I omgivningarna runt Loreakopf växer i huvudsak barrskog. Runt Loreakopf är det ganska glesbefolkat, med 29 invånare per kvadratkilometer.